# Stanisław Albrycht Zenowicz
Stanisław Albrycht Zenowicz herbu Deszpot (zm. w grudniu 1665 roku) –  marszałek Trybunału Głównego Wielkiego Księstwa Litewskiego w 1645 roku, podkomorzy oszmiański w latach 1649–1665, pisarz ziemski oszmiański w latach 1648–1649, dworzanin Jego Królewskiej Mości.
W 1648 roku był elektorem Jana II Kazimierza Wazy z województwa wileńskiego. Na sejmie 1653 roku wyznaczony z Koła Poselskiego komisarzem do zapłaty wojsku Wielkiego Księstwa Litewskiego. Poseł sejmiku oszmiańskiego na sejm zwyczajny 1654 roku, sejm 1661, 1662 roku, poseł na sejm nadzwyczajny 1652 roku, sejm 1653, 1655, 1666 (I) roku. Na sejmie 1662 roku wyznaczony z Koła Poselskiego komisarzem do zapłaty wojsku Wielkiego Księstwa Litewskiego.